# Língua zinza
Zinza (Dzinda) é uma língua Banta falada pelos zinzas da Tanzânia nas margens sul do lago Vitória.

## Escrita
A língua Zinza usa o alfabeto latino numa forma sem as letras J, Q, V, W. Usam-se as formas Ch, Sh, Mb, Ny;

## Amostra de texto
“Chaandikilwe chíti, ‘Omulamye Múungu Omukáma wáawe, na omukolele weényini weénka.’”
Português
“Está escrito, ‘Você deve adorar o Senhor seu Deus e somente a ele servir.’”